# Laprida (Chubut)
Laprida, es un barrio comodorense que integra el municipio y aglomerado de Comodoro Rivadavia, en el departamento Escalante, Chubut. A pesar de que nació como una zona de quintas de inmigrantes europeos, que se configuró muy cerca de yacimientos petroleros como Valle - C; fue alcanzada por expansión de la ciudad de Comodoro. No obstante por su separación del centro del aglomerado urbano comodorense tiene un trato especial respecto de otros barrios de Comodoro.

## Descripción
Se encuentra a pocos metros del barrio Manantial Rosales y a poca distancia del barrio Sarmiento y del barrio Güemes, zona denominada Valle Oeste de Comodoro Rivadavia. Laprida fue alcanzado por la expansión de Comodoro Rivadavia, pero de todos modos es el barrio más poblado de esta zona de la ciudad del Cerro Chenque. Laprida dejó a Manantial Rosales bajo su órbita, siendo este considerado y confundido a favor de Laprida en determinadas ocasiones, aunque no siempre.

## Población
Contó con 3,859 habitantes (Indec, 2010) e integra el aglomerado urbano de Comodoro Rivadavia - Rada Tilly, siendo uno de los más importante del conjunto.
| Gráfica de evolución demográfica de Astra entre 1991 y 2010 |
|                                                             |
| Fuente: Censos nacionales del INDEC                         |

## Infraestructura comunitariaArchivadoel 4 de abril de 2008 enWayback Machine.

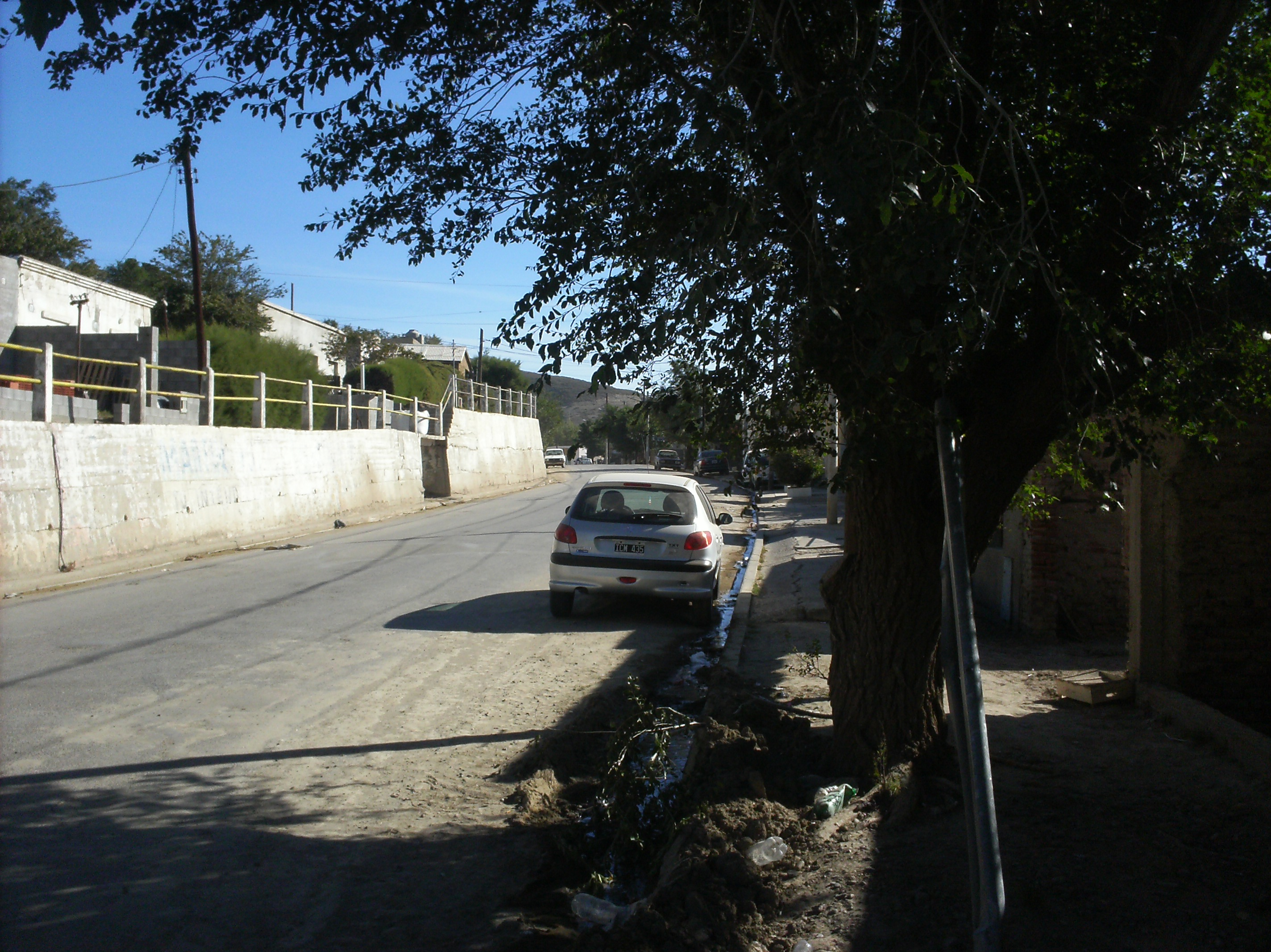
La principal avenida del barrio en la entrada, obsérvese el muro de contención.

- Centros de Salud: Centro de Atención Primaria barrio Laprida

Bogotá 860
Deportivos
- - Gimnasio Laprida

Paisandú 380
- - Club Laprida:

calle Paraguay
- Asociación Vecinal:Asociación Vecinal Barrio Laprida

Paraguay y Quito
- Sistema Educativo

- - Jardines de Infantes

Jardín N.º 417
Ottawa y El Salvador.
- - Escuela Primaria

Escuela N.º 27 Fray Luis Beltrán
Bogotá 845
- - Escuelas Secundaria

Escuela N.º 732 Ignacio Koening
Paysandú 375
- Lugares de culto

- Parroquia Sagrado Corazón de Jesús

Bogotá s/n.
Cuba 350-360
- Bibliotecas:Biblioteca "Jorge Troncoso"

Paraguay 650
- Policía:Comisaría Barrio Laprida

Jamaica 527
- Datos: Q5970008
- Multimedia: Laprida, Chubut / Q5970008